# Indonesia Raya (quotidien)
Pour les articles homonymes, voir Indonesia Raya.
Indonesia Raya est un quotidien indonésien.
Il a été fondé le 29 décembre 1949 par Mochtar Lubis, Julli Effendi qui occupera le poste de directeur et Hiswara Darmaputera celui de rédacteur en chef et éditer par le National Publisging Cy.